# Gomphidia caesarea
Gomphidia caesarea är en trollsländeart som beskrevs av Maurits Anne Lieftinck 1929. Gomphidia caesarea ingår i släktet Gomphidia och familjen flodtrollsländor. Inga underarter finns listade i Catalogue of Life.